# Польский Гамлет
«Польский Гамлет. Портрет Александра Велёпольского» — написанная в 1903 году картина польского символиста Яцека Мальчевского из собрания Национального музея в Варшаве. Картина претендует на переосмысление национальной идеи польского народа (классический пример польской национальной персонификации в искусстве).
Вопреки распространённому мнению, в центре картины изображен не сам Александр Велёпольский (польский государственный деятель и реформатор, 13-й ординат Пиньчувский, который фактически управлял Польшей как помощник наместника князя Константина Николаевича), а его внук — Александр Эдвин Вильгельм Юлиан Мария (1875—1937), 15-й ординат Пиньчувский. Он расположен в центре композиции, в окружении двух женщин, каждая из которых является символическим изображением Польши. Представленная справа пожилая женщина с белыми волосами одета в тёмные одежды, её руки скованы, а лицо носит выражение печали, отчаяния и осознания своего положения. Она символизирует Польшу порабощённую, измученную, неспособную освободиться от ига, то есть «Старую Польшу». С левой стороны — молодая девушка, полуобнажённая, разрывающая оковы. Она полна энергии, и её лицо выражает борьбу. Она воплощает «Молодую Польшу» — перерождённую, обновлённую, готовую к действию, способную прекратить долгосрочное пленение, стать раз и навсегда свободной. Поза мужчины, его опущенный взгляд, ромашка в руках символизируют сомнения и раздумья, выбор, который предстоит сделать польскому народу.